# 金文泰体育场
金文泰体育场（英語：Clementi Stadium），位于新加坡金文泰规划区内，于1983年开放。球场可以容纳4000名观众。金文泰体育场育场曾经是新加坡职业足球联赛场地之一。体育场主要做为球队的临时主场。2009年内政联足球俱乐部因为主场正在翻新而使用了该体育场。在这之后丹戎巴葛联足球俱乐部以及淡濱尼流浪足球會分别于2011年与2012至2014年期间使用金文泰体育场作为球队的临时主场。新加坡革新黨也经常使用该体育场举办大选群众大会。

## 体育场设施
体育场拥有一个可供新加坡职业足球联赛举办赛事的草皮。体育场也有也有一条8赛道的400米塑胶跑步道。

## 政治活动
2011年4月29日与2015年9月5日，新加坡革新黨将金文泰体育场分别作为2011年新加坡大選和2015年新加坡大選群众大会的场地，其中前者活动的出席人数大约为3000人。

## 体育场附近

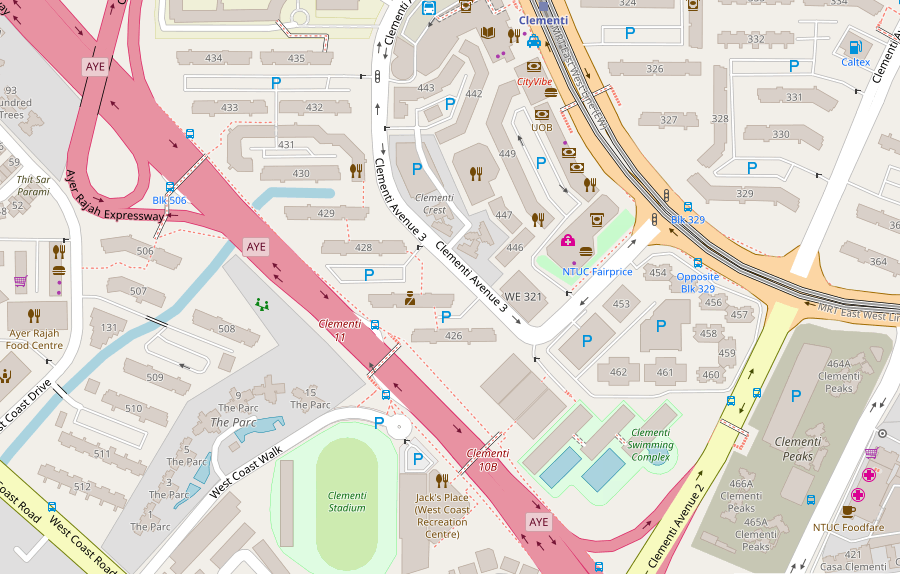
金文泰体育场周围地图

体育场附近有的主要设施包括金文泰游泳池。附近的重要交通设施包括金文泰巴士转换站以及金文泰地铁站。步行约10分钟就可以抵达体育场。